# Ранатра палочковидная
Ранатра палочковидная, или палочник водяной (лат. Ranatra linearis) — вид водных клопов из семейства водяных скорпионов (Nepidae). Самый крупный вид клопов в Европе.
Отличается очень вытянутым в длину узким телом, оканчивающимся длинной дыхательной трубочкой, неутолщёнными передними бёдрами, очень короткими голенями и отсутствием коготков на передних хищных ногах. Тело длиной от 30 до 35 мм (без дыхательной трубочки длиной 20 мм), грязно-серого цвета, верх брюшка красный, задние крылья молочно-белые. Благодаря развитым крыльям хорошо летают.
Вид распространён во всей Европе и Северной Африке, в Азии на восток до Сибири, Ближнего Востока и Китая. Живёт в стоячих водах. Двигается очень медленно, питается мелкими насекомыми. Самка прокалывает листья водных растений и откладывает в образовавшуюся дырочку яички, снабжённые на одном конце двумя нитевидными отростками. Имаго зимует в воде, реже на суше. Естественным врагом вида является хальцида Prestwichia aquatica, чьи личинки паразитируют на яйцах ранатры.